# Mistrovství světa v atletice 2009 – Muži hod kladivem
Závod v hodu diskem  mužů na Mistrovství světa v atletice 2009 se uskutečnil 15. a 17. srpna. Zvítězil v něm slovinský kladivář Primož Kozmus výkonem 80,84 m.
Mezi 34 startujícími z možných uchazečů o medaili kvalifikací neprošel Olli-Pekka Karjalainen z Finska (74,09 m), neuspěl ani Čech Lukáš Melich, který hodem 74,47 m (74,40 72,98 74,47) zaostal za svým osobním maximem o téměř pět metrů a obsadil 14. místo. Kvalifikační limit pro finále činil 77,50 m, na postup do mezi nejlepší dvanáctku přitom stačil výkon 75,38 m. Hody finalistů celkově dost zaostaly za očekáváním a paradoxně tak účast v užší finálové osmičce po třech pokusech mohl zajistit hod na úrovni pouhých 73,72 m. S berlínským kruhem měl potíže zejména hlavní favorit sezóny 2009 Krisztián Pars, zatímco relativně dobrou sérii pokusů předvedli olympijští vítězové Szymon Ziółkowski a Primož Kozmus. Kozmus se usadil na čele druhým pokusem a závěrečným nejdelším hodem celé soutěže své vítězství ještě podtrhl. Trápícího se Parse sesadil zdařilým posledním pokusem z bronzové příčky Alexej Zagornyj.
| *                | Sportovec         | 1     | 2     | 3     | 4     | 5     | 6     | Celkem |
| ---------------- | ----------------- | ----- | ----- | ----- | ----- | ----- | ----- | ------ |
| Zlatá medaile    | Primož Kozmus     | 75,14 | 79,74 | 77,21 | 79,28 | 80,15 | 80,84 | 80,84  |
| Stříbrná medaile | Szymon Ziółkowski | 77,44 | 79,30 | 77,85 | 77,66 | 78,09 | 76,89 | 79,30  |
| Bronzová medaile | Alexej Zagornyj   | 76,11 | X     | 77,42 | X     | 75,11 | 78,09 | 78,09  |
| 4                | Krisztián Pars    | 75,51 | X     | X     | 77,45 | X     | X     | 77,45  |
| 5                | Sergej Litvinov   | 74,50 | 74,49 | 75,88 | 76,58 | 76,00 | 74,45 | 76,58  |
| 6                | Markus Esser      | 68,07 | 76,27 | 74,07 | X     | X     | X     | 76,27  |
| 7                | András Haklits    | 72,60 | 75,12 | 75,09 | X     | 74,82 | 76,26 | 76,26  |
| 8                | Pavel Kryvicki    | 73,72 | X     | 72,73 | X     | X     | 76,00 | 76,00  |